# Мартен, Анри Мари Радегонд
Анри Мари Радегонд Мартен (фр. Henry Marie Radegonde Martin; 27 августа 1852, Эрво, департамент Дё-Севр — 1 октября 1928, Баньо, департамент О-де-Сен) — французский искусствовед и историк.
Окончил Национальную школу хартий (1876). За год до окончания учёбы поступил на работу в Библиотеку Арсенала и проработал в ней всю жизнь, с 1906 г. в должности хранителя. Начал свою научную деятельность с подготовки и публикации восьмитомного каталога рукописей библиотеки (1885—1899), в 1900 г. напечатал очерк истории библиотеки. Основные искусствоведческие работы Мартена посвящены средневековому изобразительному искусству: «Псалтирь Святого Людовика и псалтирь Бланки Кастильской» (1908), две книги о старинных французских миниатюрах и их авторах (1906, 1909) и отдельная книга о Жане Фуке и его миниатюрах из музея Шантийи (1919).